# Цихоцкая, Ольга Витальевна
Ольга Витальевна Цихоцкая (13 сентября 1987) — российская футболистка, защитница, тренер.

## Биография
Воспитанница футбольной школы «Диана»/«Юность» (Москва), первый тренер — Вячеслав Петрович Попов. В юном возрасте перешла в команду «Чертаново». В сезоне 2005 года выступала за основной состав «Чертаново» в высшем дивизионе России, провела 5 матчей.
С начала 2010-х годов работает тренером с детскими и взрослыми командами в Москве. Несколько лет возглавляла клуб второго дивизиона России «Спартак-2», становилась победительницей (2017) и призёром московской зоны второго дивизиона. По состоянию на 2017 год также работала главным тренером юниорской сборной Москвы, с которой стала победительницей первенства России среди 19-летних. В 2018 году, одновременно с работой в большом футболе, возглавила возрождённую мини-футбольную женскую команду «Спартак», игравшую в первом дивизионе. Также тренировала юниорскую команду «Метеор» (Балашиха).
Окончила Московский институт физической культуры и спорта (2009).